# ルイ・オーギュスト・ブランキ

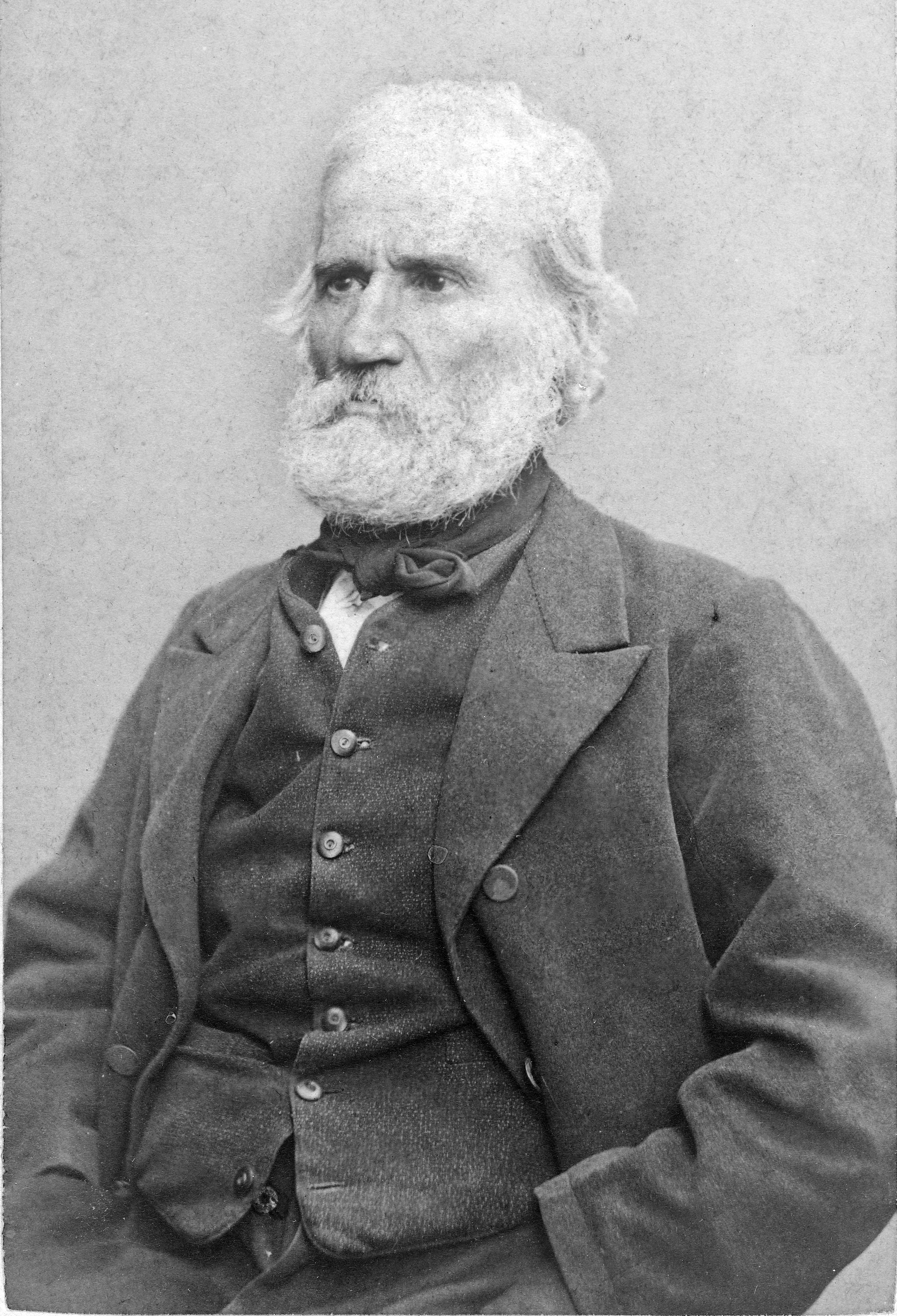
ルイ・オーギュスト・ブランキ

ルイ・オーギュスト・ブランキ（Louis Auguste Blanqui、1805年2月1日 - 1881年1月1日）は、フランスの社会主義者、革命家。19世紀フランスにおけるほとんどの革命に参加し、のべ33年余りにわたって収監された。カルボナリ党員でもあり、多くの秘密結社や陰謀に関わった。兄は経済学者ジェローム・アドルフ・ブランキ（Jérôme-Adolphe Blanqui）である。

## 略歴
- 1805年:アルプ＝マリティーム県ピュジェ＝テニエールに生まれる。
- 1829年:ピエール・ルルーの新聞に参加する。
- 1830年:七月革命に参加し、勲章を受ける。
- 1831年:大ブルジョワの支配に反対して極左共和派に参加し、投獄される。
- 1832年:投獄される。
- 1836年:投獄される。
- 1839年:5月12日に秘密結社「季節協会」（別訳語：四季の会、四季協会）を率いパリ市庁と警視庁を襲撃した。逮捕され、死刑の判決を受けるも終身禁錮に減刑される。
- 1847年4月:釈放される。
- 1848年:二月革命に参加し、左派勢力の結集に尽力するが、臨時政府と対立して、国会乱入を指導し逮捕され、懲役10年の判決を受けアフリカに追放される。
- 1869年:大赦により釈放される。
- 1870年:ナポレオン3世の従兄ピエール・ボナパルトに射殺されたジャーナリストヴィクトール・ノワールの葬儀に参加、その後暴動化したデモを扇動したとして逮捕され、死刑判決を受ける。トーロー要塞内の土牢に幽閉中に『天体による永遠』を執筆する。
- 1871年:普仏戦争後に発足したパリ・コミューンの「大統領」に選出され、コミューンはティエール政権に対し、コミューン側の囚人の解放と引き換えにブランキの釈放を要求するが拒否される。
- 1872年:健康状態の悪化を理由に、懲役刑に減刑される。『天体による永遠』を出版。
- 1879年:釈放され、政治活動を再開。
- 1881年:1月1日、パリで脳卒中のため死去し、ペール・ラシェーズ墓地に埋葬された。

## 思想
武装した少数精鋭の秘密結社による権力の奪取と人民武装による独裁の必要を主張した
ブランキはフランソワ・ノエル・バブーフを尊敬しており、武装した少数精鋭の秘密結社による権力の奪取や人民武装による独裁といった彼の主張はバブーフから学んだものである。カール・マルクスは彼を革命的共産主義者として称揚している。彼の影響下にあったヴァイトリングは義人同盟（正義者同盟。後の共産主義者同盟）のメンバーであり、共産主義者同盟の文書である共産党宣言で彼は例外的に批判されなかった。
彼の理論はブランキ主義(Blanquism)と呼ばれ、ドイツのヴィルヘルム・ヴァイトリングや、ロシアのピョートル・トカチョーフ、そしてウラジーミル・レーニンへと受け継がれることになる。またアナキストのバクーニンの革命家の組織論は、ヴァイトリング経由でブランキの影響があるともいわれる。

## 秘密結社「四季協会」
1839年にブランキが同志のアルマン・バルベス、マルタン・ベルナールらとともに結成した革命組織。別名「四季の会」「季節協会」など。
構成員は3段階ないし4段階の序列に細分化されていた。最小単位は7人のメンバーで「週」と呼ばれる一個小隊を編成、「日曜」と呼ばれる者がその指揮を執る。「週」の小隊4個の28人で「月」の中隊を編成、3つの「月」の中隊で「季節」の大隊を編成し、「春」の大隊が各大隊の指揮を執る。4つの「季節」の大隊を集めた「年」の組織全体をブランキが指揮した。
ギルバート・ケイス・チェスタートンの小説『木曜の男』では作中に「日曜」を議長とする革命組織が登場する。これについて澁澤龍彦は、学識の深いチェスタートンは19世紀の革命組織にも通じていたのだろうと推察している。また、押井守原作の漫画『犬狼伝説』では、ハイジャック事件を起こした左翼テロ集団が「四季協会」と名乗っている。

## 書籍
- 『天体による永遠』(浜本正文訳、雁思社、1985年）2012年に岩波文庫へ。
- 『革命論集 上下』(加藤晴康訳、古典文庫、現代思潮社、1967年,1968年) 1991年に彩流社より改訂増補版。

## 格言
- 共産主義の実現なしに教育の実現は不可能であり、教育の実現なしに共産主義の実現は不可能である。

## 参考
- ギュスターヴ・ジェフロワ『幽閉者――ブランキ伝』(野沢協・加藤節子訳、現代思潮社、1973年)
- 石塚正英『叛徒と革命――ブランキ・ヴァイトリンク・ノート』(イザラ書房、1975年)